# 二橋岩雄
二橋 岩雄（にはし いわお、1950年2月16日 - ）は、日本の技術者、実業家。トヨタ自動車技監を経て、トヨタ自動車九州代表取締役社長や、同社代表取締役会長、九州経済連合会副会長、日本品質管理学会会長などを務めた。

## 人物・経歴
静岡県出身。1970年沼津工業高等専門学校機械工学科卒業、トヨタ自動車工業（現トヨタ自動車）入社。2000年生技管理部車両生技企画室長。2001年生技管理部副部長。2003年常務役員貞宝工場長。2008年専務取締役品質保証部本部長。2010年カスタマーサービス部本部長。2011年技監。2012年からトヨタ自動車九州代表取締役社長を務め、コスト削減のため、九州や韓国等海外からの部品調達強化を進めた。2015年トヨタ自動車九州代表取締役会長。同年九州経済連合会副会長。2020年日本品質管理学会会長。飯塚研究開発機構理事長、第16回アジア太平洋地域ITSフォーラム2018福岡実行副委員長なども務めた。